# Matsubara Kiyomatsu
Matsubara Kiyomatsu (jap. 松原 喜代松; * 1907; † 1968) war ein japanischer Meeresbiologe, Ichthyologe und Herpetologe.
Kiyomatsu Matsubara war der erste Professor des Department of Fisheries der Universität Kyōto und gilt als der Begründer der Forschung an der Fischsystematik in Japan. Er konzentrierte sich in seinen Forschungen vor allem auf die Skorpionsfische (Scorpaeniformes) und veröffentlichte eine große Anzahl von Büchern und wissenschaftlichen Artikeln. Er beschrieb etliche neue Fischarten, darunter etwa den Krokodilshai (Pseudocarcharias kamoharai). Nach ihm benannt wurden die Rochen Bathyraja matsubarai (Ishiyama, 1952) und Dasyatis matsubarai Miyosi, 1939.